# Enno Röder
Enno Röder (* 16. Dezember 1935 in Klingenthal; † 4. Oktober 2019 in Chemnitz) war ein deutscher Skilangläufer, der in den 1950er und 1960er Jahren für die Nationalmannschaft der DDR startete. Röder nahm an zwei Olympischen Winterspielen und drei Nordischen Skiweltmeisterschaften teil. Er war 13-facher DDR-Meister in verschiedenen Skilanglaufdisziplinen.

## Karriere
Röder wuchs im vogtländischen Klingenthal auf und erlernte den Beruf eines Werkzeugmachers. Im Skisport trainierte er in seiner Jugend zunächst allumfassend in den Disziplinen Skilanglauf und Skispringen, so dass er auch zunächst in den beiden Spezialdisziplinen, als auch in der Nordischen Kombination an den Start ging, eine damals übliche Vorgehensweise. Als 1955 Klingenthal als Wintersportstandort der Sportvereinigung Aufbau auserkoren wurde, trat Röder zunächst dem SC Aufbau Klingenthal bei. Für diesen Sportclub holte er sich 1955 auch gleich die ersten Meriten im Nachwuchsbereich. Bei den DDR-Jugendmeisterschaften Ende Januar 1955 wurde er in Oberhof über die Distanz von 10 km im Langlauf bei den sogenannten Jungmannen DDR-Meister. Allerdings reichten Röders Leistungen in der Folge noch nicht an die Leistungen der DDR-Spitzenläufer heran, obgleich er schon für die DDR auch bei internationalen Wettkämpfen an den Start ging. Außerdem erfolgte spätestens 1957 ein Sportclubwechsel zum SC Dynamo Klingenthal, da Röder mittlerweile Angehöriger der Deutschen Grenzpolizei geworden war. Seine erste DDR-Meisterschaftsmedaille holte Röder bei den 9. DDR-Skimeisterschaften 1957 in Brotterode, wo er mit der Langlaufstaffel des SC Dynamo Klingenthal, bestehend aus Erich Lindenlaub, Heinz Seidel, Werner Stubenrauch und ihm als Schlussläufer, die Bronzemedaille gewann. Von 1957 holte Röder bis 1967 bei jeden DDR-Meisterschaften mindestens eine Medaille und gehörte dementsprechend zu den prägenden Skilangläufern zu dieser Zeit in der DDR. Klubintern war er unter den Klingenthaler Läufern, die stets etwas im Schatten der Oberhofer Skilangläufer um Kuno Werner standen, der beständigste und stärkste Athlet seiner Zeit. 1958 kam Röder schon mit drei DDR-Meisterschaftsmedaillen nach Hause, er gewann, zweimal Silber und einmal Bronze. Damit war er hinter Kuno Werner und Werner Moring drittbester Skilangläufer dieser Meisterschaften. Lohn war die Nominierung für die Skiweltmeisterschaften im finnischen Lahti, als einziger Klingenthaler Athlet neben 4 Oberhofer Langläufern. Doch in Finnland lief es nicht rund für den Vogtländer. Er wurde letztlich nur über die 15-km-Distanz eingesetzt, wo er einen eher enttäuschenden 55. Platz belegte.
Im vorolympischen Winter 1959 gelang Röder bei den DDR-Meisterschaften im sächsischen Altenberg der erste Einzeltitel. Über 15 km konnte er Altmeister Cuno Werner als auch den etwas überraschenden Silbermedaillengewinner Werner Haase in die Schranken verweisen. Über die 30 km kam Silber, in der Staffelentscheidung noch die Bronzemedaille hinzu. Danach sollte es eigentlich auch für Röder als einer von nur 5 Wintersportlern zu vorolympischen Wettkämpfen nach Squaw Valley gehen, doch politische Differenzen machten dem Vorhaben einen Strich durch die Rechnung. SED-Mitglieder, deren 8 sich in der vorgesehenen 14-köpfigen Delegation befanden, galten für das US-amerikanische Außenministerium als Kommunisten und durften zu dieser Zeit nicht in die USA einreisen. Indirekt unterstützten die USA damit die Bundesrepublik im Flaggenstreit, da die Einreise einer westdeutschen Mannschaft oder auch einer gesamtdeutschen Mannschaft, an der die DDR-Athleten hätten teilnehmen können, genehmigt wurde. Zur gleichen zeit wurde jedoch eine sowjetische Sportlerdelegation in den USA begrüßt, was die Begründung der US-Behörden für das Einreiseverbot der DDR-Delegation endgültig zur Farce werden ließ. So erlebten 5.000 Zuschauer am Altenberger Geisingberg, wie Enno Röder DDR-Meister über die Skilangdistanz von 50 km wurde. Diese Meisterschaftsentscheidung fand im Rahmen eines Sportfestes in Altenberg statt, zu dem sich Röder und auch Cuno Werner nach der verweigerten Einreise nach Squaw Valley noch nachgemeldet hatten. Mit dem zweiten Meistertitel war Röder erfolgreichster Skilangläufer bei den DDR-Meisterschaften 1959, noch vor Altmeister Cuno Werner. Damit war Röder endgültig im Spitzenfeld des DDR-Skilanglaufs angekommen.
Diese Leistungsstärke konnte Röder zunächst auch im Olympiajahr 1960 nachweisen. Nachdem sich beide NOKs wieder auf eine gesamtdeutsche Mannschaft geeinigt hatten, fanden in den jeweiligen Wintersportdisziplinen Ausscheidungswettbewerbe statt. In der Nordischen Kombination und im Skilanglauf fand dabei die erste Veranstaltung Anfang Januar in Reit im Winkl statt, bei der Röder über die 15-km-Distanz als Sieger hervorging. Über die doppelte Distanz von 30 km konnte sich Röder im Feld der westdeutschen Skilangläufer behaupten und belegte hinter Sieger Siegfried Weiß den zweiten Platz. Damit war der Klingenthaler hinter dem bereits gesetzten Cuno Werner bester Läufer des DSLV und heißer Anwärter auf ein Olympiaticket. Bei den zweiten Ausscheidungswettkämpfen im thüringischen Oberhof konnte Röder über die Distanz von 15 km den dritten Platz belegen, womit er sich bereits für die gesamtdeutsche Olympiamannschaft qualifiziert hatte. Über die 30-km-Strecke trat er daher nicht mehr an. In der Endabrechnung der innerdeutschen Ausscheidungsrennen war Röder nach einem vereinbarten Punktesystem, bei dem die drei besten von insgesamt vier Läufen zur Bewertung herangezogen wurden, bester Athlet vor dem bundesdeutschen Siegfried Weiß. Am 25. Januar 1960 wurde dann bei einer Sitzung beider NOKs im Berliner Hotel Newa offiziell die gesamtdeutsche Mannschaft, die zu den Olympischen Winterspielen nach Squaw Valley reiste, benannt. Darunter befand sich auch Enno Röder.
Seine olympische Premiere feierte Röder am 23. Februar 1960 über die 15 km, wo er neben Werner, Weiß und Haase nominiert wurde. Am Ende kam er auf Platz 32 bei 54 gestarteten Läufern ein. Nach dem eher schwachen Abschneiden von Siegfried Weiß über 15 km wurde für die Staffel der westdeutsche Läufer Haag nominiert, der zusammen mit Werner, Haase und Röder unter 11 an den Start gegangenen Staffeln einen eher enttäuschenden 9. Platz belegte. Um die 4 Langlaufentscheidungen unter den 10 nominierten Läufern möglichst gerecht aufzuteilen, kam kein Läufer auf mehr als zwei Starts, so dass auch Röder nur bei zwei Entscheidungen an den Start ging.
Zurückgekehrt aus den Vereinigten Staaten standen für die Olympiateilnehmer noch die DDR-Meisterschaften im vogtländischen Klingenthal an. Und vor heimischer Kulisse konnte die Dynamo-Staffel mit Röder als Schlussläufer die mit vier Olympiateilnehmern bestückte Staffel um Kuno Werner vom ASK Oberhof überraschend deutlich schlagen. Über die Einzelstrecken über 15 und 30 km reichte es für Röder jeweils zu Silber. Eine Teilnahme an den traditionsreichen norwegischen Skispielen am Holmenkollen rundete für Röder die Wintersportsaison 1960 ab.
In der Zwischensaison 1961 konnte Röder bei den DDR-Meisterschaften zwei Meistertitel in der Staffel und über die 30 km verbuchen. Im Weltmeisterschaftsjahr 1962 qualifizierte sich Röder bereits vor den DDR-Meisterschaften über Ausscheidungsrennen für das WM-Aufgebot für Zakopane. Bei den DDR-Meisterschaften selbst wurde er Meister über 15 km und in der Staffel, über 30 km reichte es zu Bronze. Zu den Weltmeisterschaften fuhr Röder mit seinen Clubkameraden Heinz Seidel und Helmut Weidlich sowie den Oberhofer Armeesportlern Cuno Werner, Klaus Kretzschmann und Rudolf Dannhauer. Durch den Bau der Berliner Mauer im August 1961, die daraus resultierenden Düsseldorfer Beschlüsse stand das Abschneiden beider deutscher Mannschaften besonders im Focus. Röder wurde über 15 km und in der Staffelentscheidung eingesetzt. Über die kürzeste Männerdistanz erreichte der Klingenthaler mit Platz 32 die zweitbeste Platzierung eines deutschen Läufers, vor ihm kam nur Clubkamerad Heinz Seidel auf Rang 26 ein. Bester DSV-Läufer war Walter Demel auf Rang 34. Im Staffelvergleich hatte die bundesdeutsche DSV-Staffel mit Rang neun das bessere Ende für sich. Über zwei Minuten später kam erst die DDR-Staffel ein, die mit Schlussläufer Enno Röder einen eher enttäuschenden 13. Platz belegte. In der Auswertung schnitten die DDR-Langläufer in der einheimischen Presse eher schlecht ab, im SED-Parteiorgan Neues Deutschland wurde sogar von einem Rückschritt in der Entwicklung geschrieben.
Im vorolympischen Winter 1963 stand Röder nach dem Rücktritt von Altmeister Cuno Werner besonders im Blickpunkt der Experten, da er sich zu einem der beständigsten DDR-Skilangläufer entwickelt hatte. Bei der Generalprobe im österreichischen Seefeld Ende Januar/Anfang Februar 1963 fiel das Ergebnis für Röder allerdings durchwachsen aus. Über die 30-km-Distanz musste er nach einem Bruch der Skibindung aufgeben, über seine Paradestrecke von 15 km reichte es nur für Platz 50. So blieben dem Klingenthaler noch die DDR-Meisterschaften, bei denen Röder zur Eröffnung den Sportlereid sprach. Bei den Wettkämpfen erwuchs Röder nun klubinterne Konkurrenz. Helmut Weidlich, der schon in Seefeld auf sich aufmerksam gemacht hatte, wurde erstmals DDR-Meister über die 30 km, während Röder die kurze Distanz über 15 km wieder gewinnen konnte. Beide Klingenthaler Langläufer wurden zudem wieder DDR-Meister mit der Staffel.
Im Olympiajahr 1964 gingen die beiden deutschen nordischen Skiverbände neue Wege. Man ging innerdeutschen Ausscheidungswettkämpfen aus dem Weg und einigte sich vorher auf einen Zahlenschlüssel. Bei den Langläufern durfte so jeder Verband je fünf Läufer nominieren. In den verbandsinternen Ausscheidungswettkämpfen reichte es nochmals für den 28-jährigen Röder, der zusammen mit seinen Klubkameraden Weidlich und Seidel sowie den Oberhofern Rudolf Dannhauer und Kurt Albrecht für Innsbruck nominiert wurde.
Bei den Olympischen Spielen selbst wurde Röder über die 15 km und erneut in der Staffel eingesetzt. Über die Kurzstrecke belegte er hinter Walter Demel (22. Platz) als zweitbester deutscher Läufer den 24. Platz, mit knapp vier Minuten Rückstand auf Olympiasieger Mäntyranta. In der Staffelentscheidung, die mit den 3 Klingenthalern Seidel, Weidlich, Röder sowie Schlussläufer Walter Demel aus Zwiesel besetzt war, belegte die gesamtdeutsche Mannschaft einen nicht zwingend erwarteten 7. Platz knapp hinter Frankreich in einem Feld von 15 Mannschaften.
Die nachfolgenden DDR-Meisterschaften sahen einen Enno Röder, der lediglich über die 15 km ernsthaft um den Titel kämpfen konnte. Über seine Lieblingsstrecke musste er sich aber Clubkamerad Helmut Weidlich geschlagen geben. Über die doppelte Distanz reichte es zum Auftakt für den Klingenthaler nur zu einem 6. Platz. In der Staffel erlief sich Röder mit den weiteren Olympiastartern Seidel und Weidlich ungefährdet seinen 10. Meistertitel.
Im Zwischenjahr 1965 ohne Weltmeisterschaften oder Olympische Spiele trat erstmals ein junger Thüringer Skilangläufer nachhaltig in Erscheinung, der später zu einem der erfolgreichsten DDR-Skilangläufer überhaupt werden sollte: Gerhard Grimmer. Bei den DDR-Meisterschaften, 1965 der Saisonhöhepunkt, gewann der Thüringer die 30 km, holte Silber über 15 km und konnte nach langer Abstinenz erstmals wieder den Meistertitel bei den Staffeln nach Oberhof holen. Für Röder blieb je einmal Silber und Bronze.
Im Weltmeisterschaftsjahr 1966 fanden die DDR-Meisterschaften schon Ende Januar in Brotterode statt. Sie waren zugleich in einer Reihe von Qualifikationswettkämpfen die letzte Möglichkeit, sich für die Nordischen Skiweltmeisterschaften in Oslo zu qualifizieren. Trotz der beiden aufstrebenden Talente Gerhard Grimmer aus Oberhof und nun auch Gert-Dietmar Klause aus Klingenthal gelang Röder letztendlich nochmals die Teilnahme an einer WM. Dabei überraschte er die Fachwelt gleich im ersten Meisterschaftsrennen mit seinen Titelgewinn über die 30 km. Über die 15 km gewann er noch Bronze
und die Klingenthaler Staffel wurde nach der Blamage des letzten Jahres in sehr souveräner Manier mit zweieinhalb Minuten Vorsprung DDR-Meister. Somit kamen die Verantwortlichen der Nationalmannschaft nicht am nunmehr 30-jährigen Routinier vorbei und nominierten Röder für Oslo.
Bei den Weltmeisterschaften wurde Röder wie schon früher über 15 km und in der Staffel sowie zusätzlich über 50 km eingesetzt. Über die Kurzstrecke kam der Klingenthaler allerdings nicht über einen 46. Platz im 69-köpfigen Starterfeld hinaus. In der prestigeträchtigen Staffelentscheidung ging es nicht zuletzt auch um den innerdeutschen Wettstreit. Beide deutsche Staffeln hatten nichts mit dem Ausgang des Wettbewerbes zu tun, allerdings hatte Walter Demel mit Bronze über die 30 km aufhorchen lassen. In der Besetzung Albrecht-Grimmer-Weidlich-Röder konnte sich die DDR-Vertretung während des Rennens Platz um Platz verbessern. Schlussläufer Enno Röder hatte es dabei mit Walter Demel zu tun, vor dem er allerdings den herausgearbeiteten Vorsprung halten konnte. So kam die DDR-Staffel schließlich auf Rang neun vor der bundesdeutschen Staffel ins Ziel, für die DDR-Funktionäre ein wichtiger Prestigesieg. Beim abschließenden Skimarathon über 50 km belegte Röder den 22. Platz, während der junge Gerhard Grimmer einen überraschenden 9. Platz erzielen konnte.
Nach Ende der Wintersportsaison gab es im Rahmen der Kaderauswahl für die Olympischen Winterspiele 1968 erhebliche personelle Veränderungen bei den Skilangläufern der DDR-Nationalmannschaft. Bei den Frauen traten Renate Dannhauer und Elfriede Spiegelhauer zurück, bei den Männern ließ das Klingenthaler Dreigestirn Enno Röder, Helmut Weidlich und Heinz Seidel nun dem Nachwuchs den Vortritt. Während Seidel allerdings wohl nicht mehr an großen Wettbewerben teilnahm, wollten die Altmeister Röder und Weidlich es dem Nachwuchs bei den DDR-Meisterschaften 1967 vor heimischer Kulisse in Klingenthal nochmals zeigen. Und der Plan ging auf. Während beide mit der Klingenthaler Staffel nochmals DDR-Meister wurden, konnte Röder über die 15 und 50 km jeweils nochmals Bronze gewinnen. Damit kam Röder auf genau 30 DDR-Meisterschaftsmedaillen.
Nach seiner sportlichen Karriere fand der fotografiebegeisterte Röder eine Anstellung in seinem Sportclub. Dort baute Röder eine Forschungsstelle mit auf, die mit Hilfe einer an der DHfK Leipzig entwickelten Analysetechnik durch Foto- und dann mit Videotechnik Bewegungsabläufe auf der Schanze und in der Loipe analysierte. Die Berufsbezeichnung für die Fachkräfte in dieser Forschungsstelle nannte sich Objektivierer. Um sich das notwendige Wissen anzueignen, holte Röder nach seiner sportlichen Laufbahn an der Volkshochschule die 10. Klasse nach und machte einen Berufsabschluss als Fotograf.
Als Vorruheständler fotografierte Röder ab 1990 für die regionalen Tageszeitungen und begann mit dem Malen. Mit seinen Fotos wirkte er für diverse Klingenthaler Vereine als Chronist.